# 郈邑故城
郈邑故城位于山东省东平县彭集街道后亭村，为东平县县级文物保护单位。
郈邑故城是一个周代古聚落遗址，也是为春秋时鲁叔孙私邑。后亭村座落在遗址之上，2—5米以下为文化层，曾出土过一些泥质夹砂灰陶饰绳纹瓮、罐残片和豆柄、筒瓦等。